# Hoderi
Hoderi je jedan od bogova japanske mitologije. Hoderi se bavio ribolovom na morima, a njegov brat Ho-ori je lovio na planinama. Jednog dana oni zametnuše svoja oruđa i Ho-ori ode pecati, a Hoderi loviti. Međutim, Ho-ori ne uspije ništa uhvatiti, a pritom i izgubi bratovljevu udicu, što mu Hoderi ne oprosti. Tada, jedan starac pomogne Ho-oriju da ode u podvodno kraljevstvo i nađe udicu. Tamo on upozna prekrasnu kćer boga mora, zaboravi na udicu i ostane u kraljevstvu. Poslije tri godine, napokon se sjeti bratovljeve udice i pronađe je uz pomoć boga mora. I Hoderi mu oprosti. Misli se da je Ho-ori predak careva, a Hoderi predak doseljenika s juga.